# Сушёный ананас

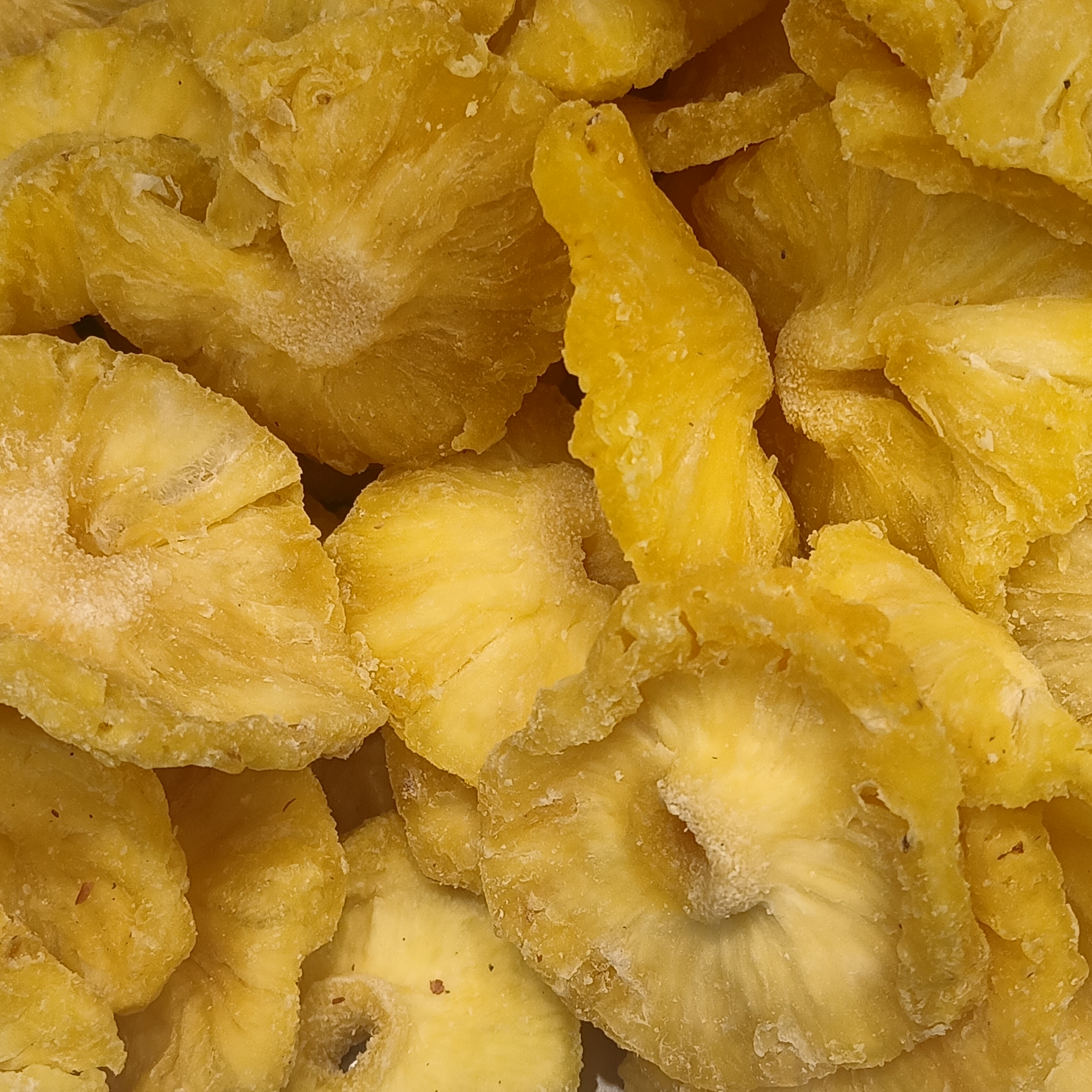
Сушёный ананас

Сушёный ананас — сухофрукт, произведённый из высушенных плодов ананаса и используемый в пищевой промышленности и как самостоятельная закуска. Сушёный фрукт содержит все волокна и витамины, как и обычный ананас. Он слаще на вкус из-за того, что концентрация сахара в нём выше вследствие дегидратации. В сушёном ананасе сохраняются почти все витамины, содержащиеся в спелых плодах, за исключением, возможно, витамина С, который, быстро распадается после сбора урожая.
Ананасы имеют высокое содержание воды, обычно около 86% или более. По общей оценке, для производства 1 кг сушеных ананасов требуется от 8 до 10 кг свежих ананасов, хотя это зависит от сорта.
Поскольку в процессе дегидратации используется тепло, ананас теряет большую часть своих питательных веществ при сушке. Также частично происходит потеря минеральных, таких как калий и кальций. Сушеный ананас это эффективный способ получить немного быстрой энергии с низким содержанием жира, однако для людей, контролирующих свой вес, употребление свежего ананаса более предпочтительно.

## Классификация и применение сушёных ананасов
Сушеные ананасы могут как товарная продукция по форме делятся на следующие виды:
- Целые ломтики — состоят из равномерно нарезанных круглых ломтиков или колец, нарезанных поперек оси очищенных от кожуры и сердцевины цилиндров ананаса;
- Половинки ломтиков — состоят из равномерно нарезанных, приблизительно полукруглых половинок ломтиков;
- Сломанные ломтики — состоят из дугообразных частей, которые не обязательно должны быть однородными по размеру и/или форме;
- Копья — состоят из тонких секторов, нарезанных радиально и продольно из очищенных от кожуры и сердцевины цилиндров ананаса;
- Кусочки — состоят из достаточно однородных клиновидных секторов, нарезанных из ломтиков или их частей;
- Куски — состоят из коротких, толстых частей, нарезанных из ломтиков и/или очищенного от кожуры и сердцевины ананаса;
- Кубики — состоят из достаточно однородных, кубовидных частей.

В Европе сушеные ананасы используются в качестве закуски (примерно 70-80% от общего объема) и ингредиентов в пищевой промышленности и в сфере общественного питания (20-30%).

## Технология сушки ананасов
Ананас (Anana comosus) — весьма популярный тропический фрукт с привлекательными потребительскими свойствами. К сожалению, процесс сушки может вызывать многочисленные физические и химические изменения в тканях растения, оказывая большое влияние на его качество. Основными неблагоприятными факторами при сушки является искажение формы и цвета, ухудшение вкуса, а также деградация питательных веществ и витаминов.
Технология сушеных ананасов может различаться в зависимости от региона, масштаба производства и имеющегося оборудования, но в любом случае, она включает в себя следующие стадии:
1. Выбор свежих ананасов – процесс начинается с выбора спелых, здоровых и неповрежденных ананасов. Качество свежих фруктов имеет решающее значение, поскольку влияет на качество конечного продукта. Фрукты с более высоким содержанием сухого вещества дадут лучший конечный продукт. Обработка упрощается, если ананас больше и содержит меньше волокон.
2. Удаление короны  – процесс удаления короны (верхней листовой части) ананаса. Обычно это делается острым лезвием или специальной машиной. Корону срезают, чтобы было легче обрабатывать ананас на последующих этапах.
3. Мытье – после отбора ананасы тщательно моют, чтобы удалить грязь, пестициды и другие загрязняющие вещества.
4. Очистка и удаление сердцевины – очистка и нарезка могут выполняться вручную на столах или с помощью машины. Ананасы очищаются от кожуры, чтобы удалить жесткую внешнюю оболочку, а затем удаляется сердцевина, чтобы удалить твердую центральную сердцевину. Удаление сердцевины включает удаление твердой центральной сердцевины ананаса, которую обычно не едят из-за ее жесткой текстуры. Этот шаг подготавливает фрукт к нарезке.
5. Резка/нарезка – очищенные от кожуры и сердцевины ананасы затем нарезаются на одинаковые кусочки. Равномерная нарезка обеспечивает равномерную сушку и однородность конечного продукта.
6. Бланширование (процесс кратковременного ошпаривания) – помогает стерилизовать и зафиксировать цвет ломтиков ананаса. Также может улучшить антиоксидантную активность. В качестве предварительной обработки влияет на поведение ломтиков ананаса при сушке, стремясь снизить энергетические потребности в процессе сушки.
7. Сушка – бланшированные ломтики помещают на поддоны для сушки, которые размещаются на стеллажах, которые можно перемещать в сушильные камеры или сушить в солнечной сушилке. В этих камерах можно контролировать температуру и влажность. Сушка горячим воздухом – простой и недорогой метод сушки. Ломтики можно переворачивать во время процесса. Сушеный ананас в виде кубиков можно производить в двухэтапном процессе сушки. Это делается путем помещения фруктов сначала в концентрированный раствор сахара, чтобы вытянуть часть воды путем осмоса, а затем следует сушка горячим воздухом.
8. Упаковка – после сушки до желаемого уровня ломтики ананаса упаковываются в герметичные контейнеры, чтобы сохранить их свежесть и вкус, а также продлить срок годности. Ломтики упаковываются в герметичные пластиковые или алюминиевые упаковочные пакеты, чтобы сохранить идеальное содержание воды и мягкую текстуру.

Для сушки ананасов наиболее распространённым методом является прямая солнечная сушка или сушка в лоточной или шкафной сушилке с вентилятором для принудительной циркуляции нагретого воздуха. Непрямые солнечные сушилки нагревают свежий воздух в солнечном коллекторе, отдельном от камеры для продуктов, так что продукты не подвергаются воздействию прямых солнечных лучей, что делает их более качественными на выходе.

## Мировой рынок сушёных ананасов
Мировой рынок сушеных ананасов в 2023 году оценивался разными экспертами в довольно значительном диапазоне от 0,75 до 1,6 млрд долларов США. Основными поставщиками продукта на рынок являются страны Азиатско-Тихоокеанского региона, особенно Таиланд, Филиппины и Индонезия.
Основными странами-конкурентами по экспорту сушеных ананасов в Европу являются Гана, Того, Коста-Рика, Таиланд, Бенин и Кот-д'Ивуар. Ведущими конкурентами из Азии являются Филиппины и Вьетнам. Новые конкуренты включают Шри-Ланку, ЮАР, Руанду, Камерун, Мозамбик, Кению и Гамбию.